# Мамедов, Ибрагим Курбан оглы
Мамедов, Ибрагим Курбан оглы (азерб. Məmmədov, İbrahim Qurban oğlu) — советский композитор, педагог, Заслуженный деятель искусств Азербайджанской ССР (1978 год), народный артист Азербайджанской ССР (1990 год), член КПСС (с 1963 года).

## Биография
Ибрагим Мамедов родился 24 октября 1928 года в Баку.
В 1954 окончил Азербайджанскую консерваторию по классу композиции Б. И. Зейдмана.

### Творческая карьера
В 1942—1944 работал артистом оркестра народных инструментов Азербайджанской филармонии. В 1954—1960 был преподавателем в Музыкальном училища имени А. Зейналлы.
С 1961 года преподавал в Азербайджанской Консерватории, а с 1980 года был доцентом.
Является автором оперы-балета "Лиса и Волкодав" (1963); двух кантат (1957, 1971), 2 симфоний (1954, 1984), симфонической поэмы "Мир нашей планеты" (1982), 3 сюит (1957-65) и других произведений для орк.; симф. вариации для скр. с орк.; "Поэмы-токкаты" для фп. с орк.; кам.-инстр. ансамблей; романсов, песен и др.
Скончался Ибрагим Мамедов 30 августа 1993 года.

## См.также
- Миришли, Рамиз Агиль оглы
- Меликов, Ариф Джангир оглы
- Бадалбейли, Фархад Шамси оглы